# Ditha palauensis
Espèce
Ditha palauensis est une espèce de pseudoscorpions de la famille des Tridenchthoniidae.

## Distribution
Cette espèce est endémique des Palaos.

## Description
Le mâle holotype mesure 1,3 mm et les femelles de 1,4 à 1,6 mm.

## Étymologie
Son nom d'espèce, composé de palau et du suffixe latin -ensis, « qui vit dans, qui habite », lui a été donné en référence au lieu de sa découverte, les Palaos.

## Publication originale
- Beier, 1957 : Pseudoscorpionida. Insects of Micronesia, vol. 3, p. 1-64 (texte intégral).